# Kara Hisar-i Teke
Kara Hisar-i Teke fou una vila de Turquia a la província d'Antalya, a pocs quilòmetres de la ciutat d'Antalya.
En temps d'Ibn Fadl Allah estava en poder d'un senyor anomenat Zakariyya, antic lloctinent (mameluc) del senyor d'Adàlia, que s'havia fet independent i governava 3 viles i 12 fortaleses. Estava propera a l'antiga vila de Perge.